# Biovar
Biovare (von lateinisch varietas = Mannigfaltigkeit) sind verschiedene Varianten prokaryotischer Bakterienstämme (oder allgemein: Mikroorganismen), die sich durch unterschiedliche biochemische Eigenschaften unterscheiden lassen.